# Čedem
Čedem je naselje v Občini Brežice.